# Cleotomiris
Cleotomiris is een geslacht van wantsen uit de familie van de Miridae (Blindwantsen). Het geslacht werd voor het eerst wetenschappelijk beschreven door Schuh in 1984.

## Soorten
Het genus bevat de volgende soorten:

- Cleotomiris bicolor Schuh, 1984
- Cleotomiris borneoensis Schuh, 1984
- Cleotomiris chinensis Schuh, 1984
- Cleotomiris inthanon Duwal & Yasunaga
- Cleotomiris josifovi
- Cleotomiris levigatus Yasunaga & Duwal, 2015
- Cleotomiris miyamotoi Yasunaga, 2012
- Cleotomiris sakaeratensis Yasunaga & Duwal, 2015
- Cleotomiris schneirlai Schuh, 1984
- Cleotomiris similissimus Yasunaga & Duwal, 2015
- Cleotomiris yamadakazi Yasunaga, 2012